# Лурд
Лурд (фр. Lourdes, окс. Lorda) — город во Франции, в департаменте Верхние Пиренеи. Стоит на реке Гав-де-По (фр. Gave de Pau). Один из наиболее важных в Европе центров паломничества. В 2012 году насчитывал 14466 жителей.

## Дева Мария
По мнению Католической церкви в 1858 году, 11 февраля, в четверг, четырнадцатилетней местной жительнице Бернадетте Субиру (фр. Bernadette Soubirous) явилась Дева Мария. Произошло это в одной из пещер, Масабьель, каких множество в горных отрогах, окружающих город.
Бернадетта свидетельствовала о 18 «явлениях». Последнее — 16 июля того же года. Католическая церковь поначалу с крайней осторожностью отнеслась к заявлениям девушки, которая была подвергнута многочисленным допросам со стороны административных и церковных властей, а также многочисленным медицинским освидетельствованиям, абсолютно все из которых признали её полную вменяемость и положительно уравновешенный характер её личности. Позже Бернадетта стала монахиней.
Церковь же провела тщательную проверку всех изложенных девушкой фактов. В результате в 1933 году её канонизировали под именем святой Бернадетты, а город Лурд превратился в один из наиболее посещаемых городов не только Франции, но и всей Европы. Ежегодно в Лурд приезжает до пяти миллионов паломников. Только тех, кто надеется найти здесь излечение от своих недугов, в год приезжает более 70 тысяч. С 1858 года зарегистрировано около 7000 случаев необъяснимого исцеления. По данным на 2013 год только 69 из них официально признаны Церковью чудесными исцелениями.
На месте, где Дева Мария первый раз явилась Бернадетте, методом народной стройки воздвигнут санктуарий, святилище: Нотр-Дам де Лурд (фр. Notre-Dame de Lourdes). К нему ведет мост Сен-Мишель (фр. Pont St-Michel), который является как бы входом, порталом в церковь под открытым небом. Роль нефа выполняет Эспланада процессий (фр. Esplanade des processions), далее — Подземная базилика Святого Пия X (фр. Basilique souterraine St-Pie X), в которой одновременно может разместиться до 25 тысяч человек. Далее расположена статуя Девы Марии, она установлена как бы в нише алтаря.
Основа санктуария — две базилики: неовизантийская Базилика розария (фр. Basilique du rosaire) и неоготическая Верхняя базилика (фр. Basilique supérieure), она же Базилика Непорочного Зачатия. От базилик паломники могут спуститься к гроту Масабьель (фр. Grotte de Massabielle), где происходили явления. Вода из источника, обнаруженного в пещере Бернадеттой, в настоящее время отводится в расположенный неподалёку от грота бювет, где доступна для всех желающих, а также служит для наполнения шести женских и одиннадцати мужских купелей, также находящихся недалеко от грота. Ёмкости для воды, которую многие верующие почитают чудотворной, являются одним из основных предметов торговли в городе. К югу от Верхней базилики на крутых склонах холма проложен паломнический путь с четырнадцатью остановками крестного пути Иисуса Христа по пути на Голгофу.

## Достопримечательности
- Санктуарий.
- Здания, связанные с жизнью св. Бернадетты.
- Музей восковых фигур с экспозицией на христианские темы.
- Крепость, со стен которой открывается живописный вид на санктуарий.

## Паломничества
В год Лурд посещают более 5 миллионов паломников. Крупнейшими ежегодными паломническими мероприятиями являются Национальное французское паломничество (15 августа, день Успения), доминиканское паломничество (7 октября, праздник Девы Марии Розария) и международное паломничество военнослужащих-католиков (май).
Благодаря притоку паломников небольшой город в Пиренеях занимает второе место во Франции по числу мест в отелях после Парижа и опережая Ниццу.
В городе есть железнодорожный вокзал на линии Тулуза — Тарб — По.

## Персоналии
В Лурде родился 1 января 1953 г. Филипп Дуст-Блази — видный политический и государственный деятель Франции, член партии Объединение в поддержку республики (ОПР, фр. Rassemblement pour la République, RPR). Он был Министром культуры в кабинете Алена Жюппе с 1995 по 1997 гг., Министром здравоохранения и Министром по делам семьи в кабинете Жан-Пьера Раффарена с 2004 по 2005 гг., Министром иностранных дел в кабинете Доминика де Вильпена со 2 июня 2005 по 15 мая 2007 г.

## Лурд в искусстве
- «Песня Бернадетт» (англ. The Song of Bernadette) — чёрно-белый кинофильм режиссёра Генри Кинга, снятый в 1943 году. Фильм рассказывает историю святой Бернадетты Субиру, которая уверяла, что в 1858 году ей восемнадцать раз являлась Дева Мария. В основу сценария Джорджем Ситоном был положен одноимённый роман Франца Верфеля, изданный в 1941 году.
- Действие художественного фильма «Лурд» (2009) Джессики Хаузнер происходит в Лурде. По сюжету героиня Кристина приезжает в город для исцеления паралича. Показаны достопримечательности города, церкви, пещеры, пилигримы; передана атмосфера места.
- Роман Эмиля Золя «Лурд» также посвящён этому городу и рассматривает историю Бернадетты и развития центра паломничества с позиций антиклерикализма.
- Действие романа «Чудо» Ирвин Уоллес также происходит в Лурде. Книга начинается с сообщения Ватикана о новом явлении Девы Марии.

## Галерея

Статуя Девы Марии
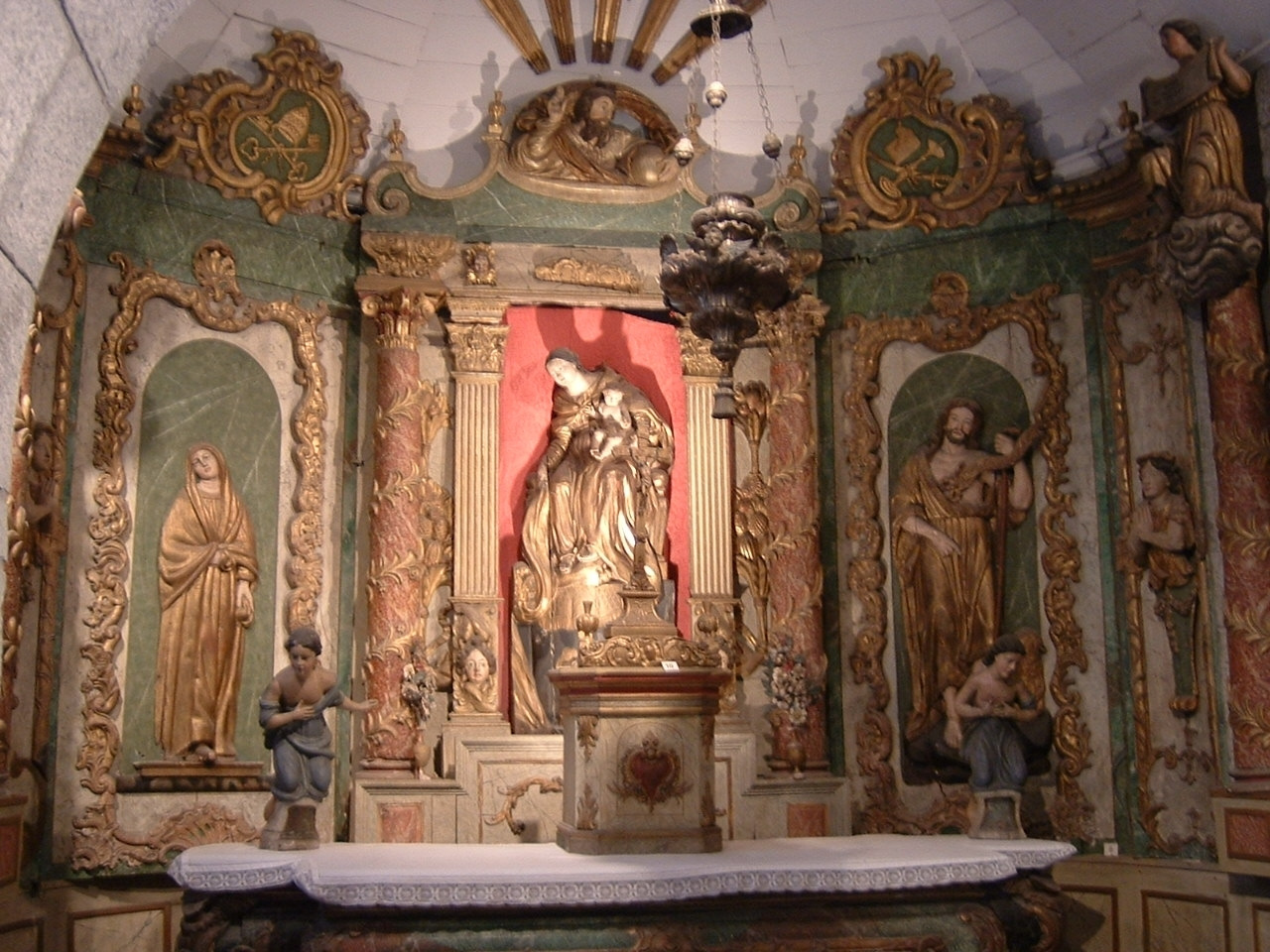
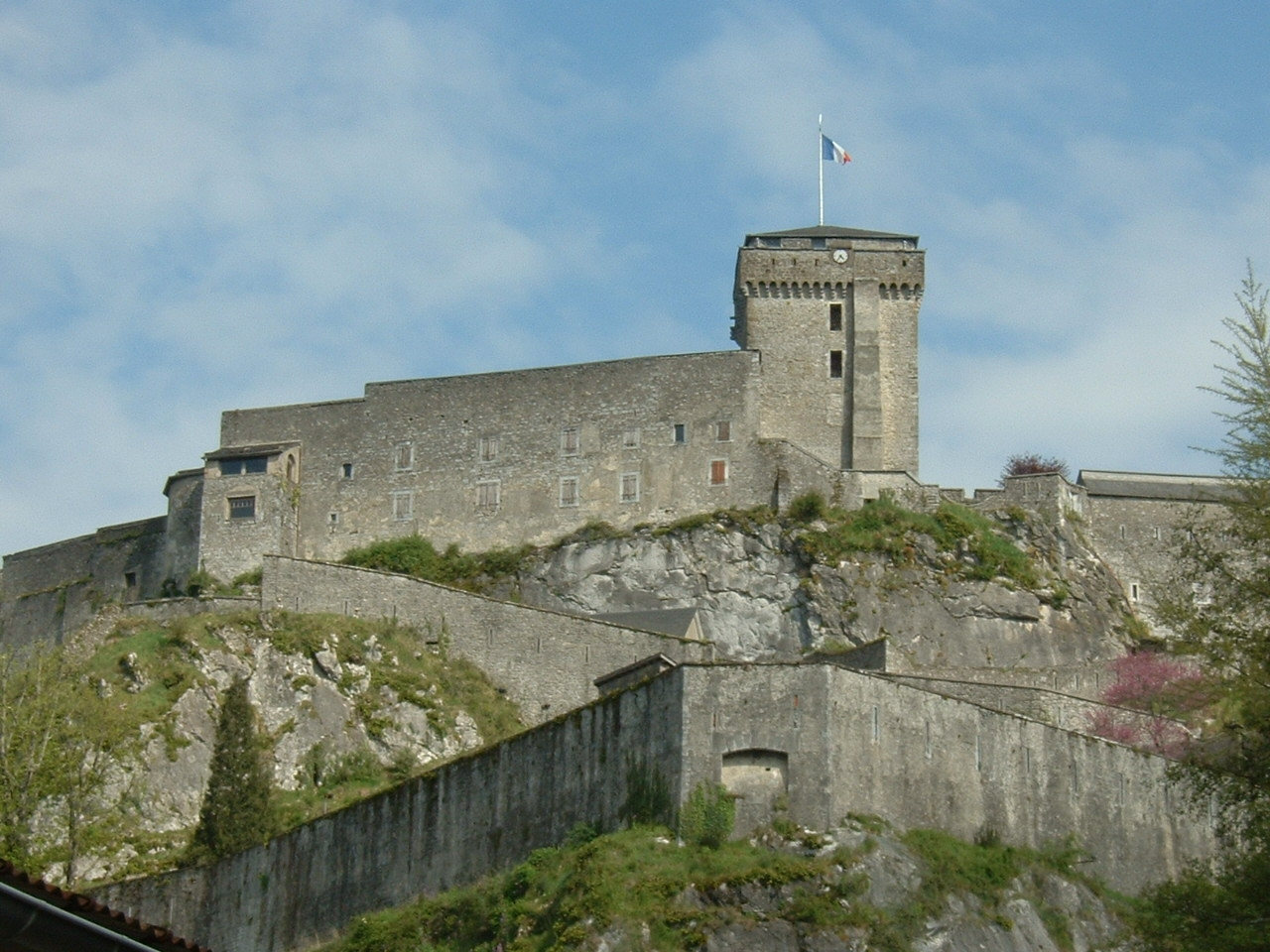
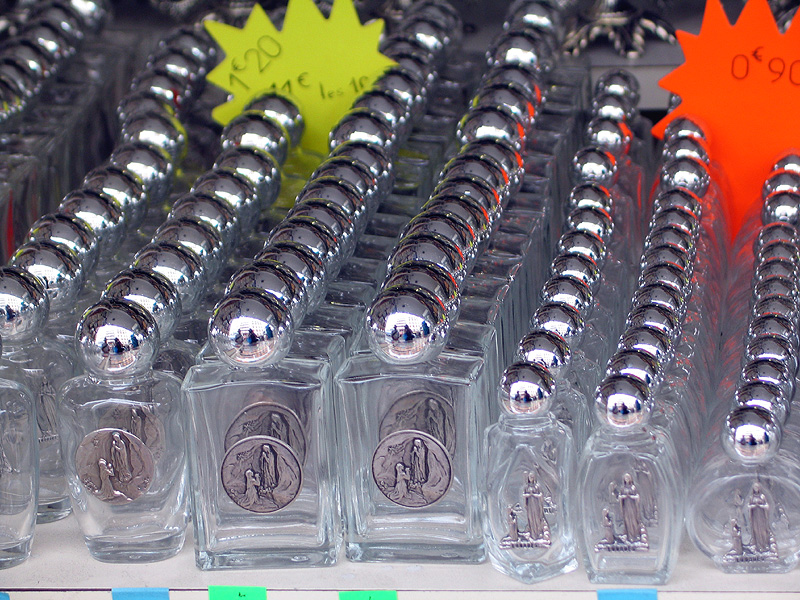
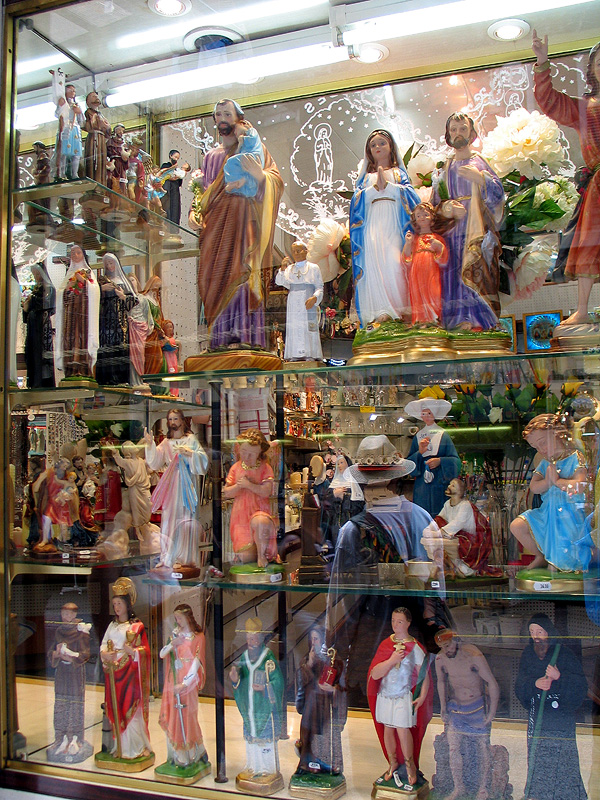
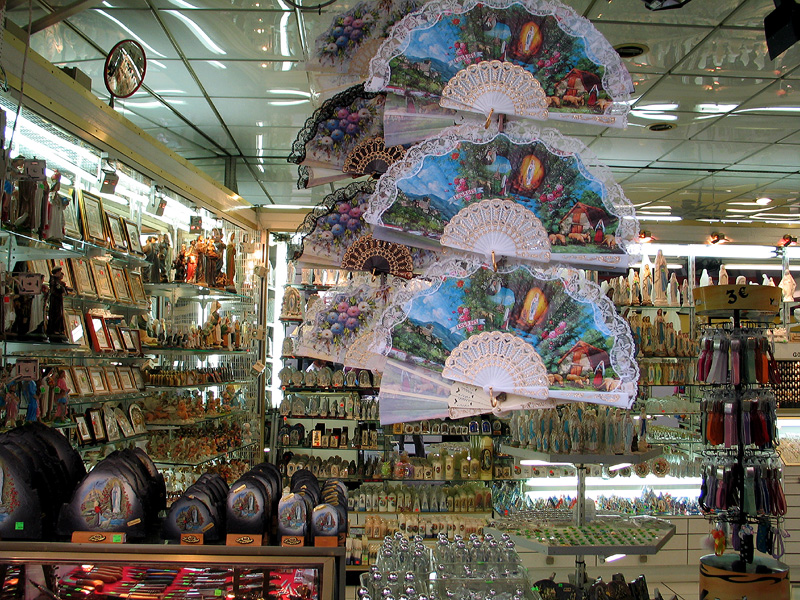

## Города-партнёры
- Альтёттинг (Германия)
- Фатима (Португалия)
- Лорето (Италия)
- Мариацелль (Австрия)
- Ченстохова (Польша)